# آبتین ساسانفر
آبتین ساسانفر، (زادهٔ ۱۳۰۷ تهران – درگذشته در ۱۳۹۶ ژنو) پژوهشگر تاریخ و فرهنگ ایران و مزدیسنا و از مترجمان سروده‌های زرتشت از زبان اوستایی بود.
وی همچنین بنیانگذار مرکز فرهنگی زرتشتیان فرانسه، ساختمان انجمن جهانی زرتشتیان مرکز زرتشتیان در خیابان ویکتورهوگو فرانسه، فرهنگسرای آریایی در تاجیکستان بود. ساسانفر از اعضای هیئت امنای دانشنامهٔ ایرانیکا و معاونت ریاست آن را بر عهده داشت. به پاس پشتیبانی او ازین دانشنامه جلد ۱۵ آن به او تقدیم گشته بود.

## زندگی و تحصیلات
وی در سال ۱۳۰۷ خورشیدی در تهران زاده شد و در دبستان جمشید جم و فردوسی و دبیرستان فیروز بهرام آموزش دید و پس از فارغ‌التحصیلی از رشتهٔ حقوق و اقتصاد از دانشگاه تهران، به وکالت پرداخت. سپس کارشناسی‌ارشد و دکترای حقوق را به ترتیب در دانشگاه ژنو و دانشگاه سوربن پاریس دریافت کرد.
پیش از انقلاب اسلامی مشاور حقوقی و وکیل سازمان برق تهران بود و در دعاوی بین‌المللی نیز نمایندگی دولت ایران را بر عهده داشت. او همچنین استاد دانشگاه ملی ایران (شهید بهشتی امروز) نیز بوده‌است و دراین دانشگاه به مدت ۸ سال به تدریس حقوق بین‌الملل و اداری پرداخته بود.

## آثار و ترجمه‌ها
- گاتاها، سروده‌های اشو زرتشت (اوستای کهن)
- آریایی‌ها و تمدن آریایی تألیف محمد قل حضرت قل اف (محمد حضرتی)